# Sonata para viola y piano (Rebecca Clarke)

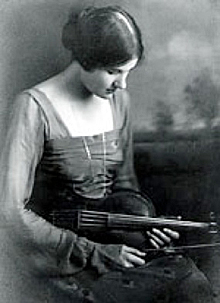
La compositora Rebecca Clarke sosteniendo una viola. Imagen de 1919.

La Sonata para viola y piano es una obra de música de cámara compuesta en 1919 por Rebecca Clarke. Es considerada una de las obras más importantes de la compositora, al igual que una de las más importantes del repertorio de viola. 

## Historia
Recordada hoy como una de las mejores composiciones de música de cámara del siglo XX, la Sonata para viola y piano de Rebecca Clarke (1886-1979) es un elemento básico en el repertorio de viola. 
Después de estudiar en la Royal Academy of Music y el Royal College of Music de Londres, Clarke se convirtió en una de las primeras mujeres músicos orquestales profesionales. Sus principales instrumentos fueron el violín y la viola, y bajo la tutela de Charles Villiers Stanford en el Royal College, sus composiciones comenzaron a presionar para que estos instrumentos asumieran funciones solistas. En 1916, Clarke se mudó a Nueva York para seguir su carrera interpretativa, donde compuso su Sonata para viola y piano (1919).
La obra se inscribió inicialmente en el concurso del festival de música de cámara de Berkshire apoyado por Elizabeth Sprague Coolidge (vecina de Clarke y una importante mecenas de las artes). De entre 72 participantes, Clarke empató en el primer lugar junto con una composición de Ernest Bloch. Lo que es más, Bloch fue declarado ganador por Coolidge, y los reporteros especularon que 'Rebecca Clarke' era un seudónimo del propio Bloch. No se creía, en ese momento, que una mujer pudiera escribir música tan desafiante y poderosa como la sonata. En el primer estreno real, la respuesta por parte del público hacia el trabajo fue muy positiva .
La sonata está inspirada en un poema de Alfred de Musset, La nuit de mai (1835), cuyas líneas están escritas en la partitura:
Poète, prends ton luth; le vin de la jeunesse                                 Poeta, coge tu laúd; el vino de la juventud

Fermente cette nuit dans les veines de Dieu.                                Fermenta esta noche en las venas de Dios.
Hoy en día, el trabajo de Clarke se mantiene vivo gracias a The Rebecca Clarke Society, gestionado por el bisnieto de la compositora, que defiende el estudio y la interpretación de sus obras.

## Análisis
La sonata está dividida en tres movimientos:
- El primer movimiento, llamado Impetuoso, comienza con una fanfarria vibrante de la viola, antes de pasar a un lenguaje melódico y armónico que recuerda a Debussy y Ralph Vaughan Williams, dos importantes influencias en la música de Clarke. Su lenguaje es a veces muy cromático y muestra la invención de Debussy en el uso de los modos y la escala de tonos enteros.
- El segundo movimiento, marcado como Vivace, hace uso de muchos 'efectos especiales' interesantes como armónicos y pizzicato.
- El movimiento final, Adagio, es pensativo y sensual en su lenguaje. Sin embargo, Clarke trabaja en una sorpresa especial: una transición hacia una reafirmación de temas del primer movimiento. La sonata termina en un exuberante y brillante despliegue pirotécnico, mostrando todo el registro de la viola, así como el piano (cuya parte es de igual de difícil).

## Interpretaciones
Esta obra es una de las más importantes en el repertorio de viola, por ello se interpreta con frecuencia. Estas son algunas de las interpretaciones más valoradas:
- Cristina Cordero, Escuela de Música Reina Sofía, Madrid, 2017[3]
- Gerard Caussé, Katya Apekisheva (piano), Oxford May Music Festival, 2016[4]
- Richard Yongjae O'Neill, Jeremy Denk (piano), 2019[5]
- Antoine Tamestit, Ying-Chien Lin (piano)[6]